# Oramia frequens
Oramia frequens är en spindelart som först beskrevs av William Joseph Rainbow 1920.  Oramia frequens ingår i släktet Oramia och familjen trattspindlar. Inga underarter finns listade i Catalogue of Life.